# Mick Hazen
Mick Hazen (Manhattan, New York, 22 maart 1993) is een Amerikaanse acteur. Hij is vooral bekend van zijn rol als Parker Snyder in As the World Turns. Hij verscheen voor het eerst in deze serie op 22 december 2006. Hazen heeft een Younger Artist Award gewonnen voor deze rol.
Hij werd ontdekt toen een castingdirector naar zijn school kwam, op zoek naar iemand om auditie te doen. Hij heeft auditie gedaan voor een film, maar kwam niet door de eerste paar ronde. Zijn eerste verschijning op tv was Chappelle's Show. Hierna volgde gastrollen in Guiding Light en Third Watch. In 2004 speelde hij Ike Guthrie in de televisie film Plainsong samen met Aidan Quinn.
Wanneer hij niet op de set van As the World Turns is, speelt hij tennis, basketbal en zit hij op de middelbare school. Hij is acteur, student en atleet.

## Carrière
- (2010) Going the Distance        .... Zeff
- (2006-2010) "As the World Turns" .... Parker Snyder (303 afleveringen)
- (2007) Meet the Robinsons        .... (stem)
- (2006) A Very Serious Person     .... Dave
- (2006) "The Guiding Light"       .... Jason Frederick Marler (1 aflevering)
- (2004) "Third Watch"             .... Charlie Yokas (2 afleveringen)
- (2004) Plainsong                 .... Ike Guthrie (tv-film)
- (2003) "Chappelle's Show"        .... Jeffrey (1 aflevering)